# Macaranga trichanthera
Macaranga trichanthera är en törelväxtart som beskrevs av Lily May Perry. Macaranga trichanthera ingår i släktet Macaranga och familjen törelväxter. Inga underarter finns listade i Catalogue of Life.